# Annie – Weihnachten einer Waise
Annie – Weihnachten einer Waise (Originaltitel Annie) ist ein US-amerikanischer Weihnachtsfilm von 1999 unter der Regie von Rob Marshall. Er beruht auf dem gleichnamigen Broadway-Musical von 1977 mit der Musik von Charles Strouse. Dieses wiederum geht zurück auf den Comic Little Orphan Annie von Harold Gray. Kathy Bates, Alicia Morton, Alan Cumming, Audra McDonald, Kristin Chenoweth und Victor Garber sind in den wichtigsten Rollen besetzt. 

## Handlung
Die 11-jährige Annie lebt seit sie denken kann zusammen mit anderen Mädchen freudlos in einem Waisenhaus, das von Miss Agatha Hannigan mit eiserner Hand geführt wird. Sie lässt die Kinder für sich arbeiten und auch schon mal hungern, wenn sie der Meinung ist, sie hätten kein Essen verdient. Als eines der Mädchen einmal wissen will, wann es Abendbrot gebe, antwortet sie, es gäbe keins, sie habe schon am Morgen gewusst, dass die Kinder ungezogen sein würden. Annie hat schon mehrmals versucht, der tristen Umgebung zu entfliehen, wurde aber stets gefasst und wieder zurückgebracht. Die Kleine glaubt fest daran, dass ihre Eltern, von denen ihr nur die Hälfte eines kleinen Medaillons geblieben ist, noch leben und es Gründe dafür gibt, dass sie sie bisher noch nicht abgeholt haben.
Es fügt sich, dass der gutmütige Milliardär Oliver Warbucks über Weihnachten ein Kind zu sich nach Hause einladen will, und die von ihm beauftragte Grace Farrell, die freie Hand hat, im Waisenhaus erscheint und dort auf Annie trifft, die sie spontan auswählt. Annie gelingt es sehr schnell, sich nicht nur in das Herz von Mr. Warbucks zu schleichen, auch Grace und alle anderen Bediensteten des Milliardärs lieben das Kind, das nur Freude verbreitet. 
Als Mr. Warbucks Annie den Vorschlag macht, sie adoptieren zu wollen, ist Annie die Freude darüber zwar anzusehen, gleichzeitig teilt sie ihm aber mit, dass sie auf der Suche nach ihren richtigen Eltern sei, deren Hälfte eines Medaillons sie immer um den Hals trägt. Miss Hannigan hat Annie erzählt, dass ihre Eltern die andere Hälfte der Kette behalten hätten, und das Medaillon wieder zusammenfügen wollten, wenn sie ihr kleines Mädchen wieder abholten. Daran hat sich Annie stets geklammert, wenn es einmal wieder besonders schlimm im Waisenhaus war. Mr. Warbucks verspricht Annie, dass er alles daransetzen werde, um ihre Eltern ausfindig zu machen. Er setzt eine Belohnung in Höhe von 50.000 Dollar aus, wenn die Eltern sich melden und nachweisen könnten, dass Annie ihre Tochter sei. Das zieht natürlich viele Scharlatane an, die an das ausgesetzte Geld kommen möchten.
Das Warbucks-Anwesen wurde inzwischen weihnachtlich hergerichtet, dass es eine Pracht ist. Neben Annie hat auch ein Straßenhund, den Annie Sandy nennt und in ihr Herz geschlossen hat, Zuflucht und ein neues Heim bei dem Milliardär gefunden. Da die Suche nach Annies Eltern erfolglos bleibt, willigt Annie ein, von Warbucks adoptiert zu werden. Gerade als die entsprechenden Formalitäten durchgeführt werden sollen, erscheint ein Ehepaar, das behauptet, Annie sei ihre Tochter. Sie erzählen eine rührende Geschichte, warum sie ihr Kind weggeben mussten und legen dann Annies Geburtsurkunde zum Beweis vor, zudem holen sie die zweite Hälfte von Annies Medaillon aus einer Tasche hervor. Sie wollen die Kleine gleich mitnehmen, werden daran aber von Warbucks gehindert. Die Stimmung ist verdorben und vor allem Annie scheint alles andere als glücklich darüber zu sein, in diesen Leuten ihre Eltern sehen zu sollen.
Anderentags hat Annie ihre Sachen gepackt und wartet auf ihre Eltern. Als sie erscheinen, haben sie es ziemlich eilig, mit Annie und vor allem dem Scheck zu verschwinden. Im Waisenhaus verplappert Lily sich zu dieser Zeit gegenüber den Mädchen, dass Miss Hannigan, die Annie ihr Glück keinen Augenblick gegönnt hat, einen Plan entwickelt hat, wie man an die Belohnung kommen könnte. Sie wolle sich gemeinsam mit ihrem Bruder Rooster, Lilys Freund, der ebenso geldgierig ist wie sie, als Elternpaar Annies ausgeben. Ausgestattet mit einer Perücke und Brille und sonstigen kleineren Veränderungen sei sie gerade bei Warbucks, versehen mit Annies Geburtsurkunde und der fehlenden Hälfte des Medaillons. Ganz überraschend taucht jedoch, gerade als sie das Anwesen verlassen wollen, Lily mit den Waisenkindern auf. Diese haben ihr weisgemacht, dass sie ihren Anteil aus der Belohnung nicht erhalten werde. Die Scharade fliegt auf und Miss Hannigan und ihr vielfach gesuchter Bruder werden festgenommen. Der Präsident der Vereinigten Staaten Franklin D. Roosevelt höchstpersönlich hat dafür gesorgt. Dieser teilt Annie auch mit, dass ihre Eltern leider tot seien. Den Waisenkindern verspricht er, dass er sich selbst darum kümmern werde, dass jedes von ihnen ein schönes Zuhause bekomme. Und Annie ist glücklich, dass sie nun Warbucks Tochter wird und mit Grace wohl auch eine Mutter bekommen wird.

## Produktion

### Produktionsnotizen
Es handelt sich um eine Produktion von Disney Television Animation in Zusammenarbeit mit Columbia TriStar Television, Storyline Entertainment, Chris Montan Productions und Motion Picture Corporation of America (MPCA). Der Vertrieb als DVD erfolgte in Deutschland über Buena Vista International.
Kristin Chenoweth, die als Lily zu sehen ist, hatte für die Verfilmung von 1982 für die Rolle der Annie vorgesprochen, wurde aber wegen ihres starken Südstaatenakzents abgelehnt, obwohl sie es in die Endrunde geschafft hatte.

### Soundtrack
– Musik: Charles Strouse, Text: Martin Charnin, wenn nicht anders angegeben –
- Overture, vorgetragen von einem Orchester
- Maybe, vorgetragen von Alicia Morton
- It’s the Hard Knock Life (Vortrag erfolgte zweimal), vorgetragen von Alicia Morton,
Erin Adams, Sarah Hyland, Nanea Miyata, Marissa Rago und Danelle Wilson
- Tomorrow (Vortrag erfolgte zweimal), vorgetragen von Alicia Morton
- Little Girls (Vortrag erfolgte dreimal), vorgetragen von Kathy Bates
- I Think I’m Gonna Like It Here, vorgetragen von Alicia Morton, Audra McDonald, Brooks Almy,
Douglas Fisher, Ellen Gerstein, Ruth Gottschall, Kimberly Lyon, Sonia Maria Martin und der Dienerschaft
- N.Y.C., vorgetragen von Victor Garber, Alicia Morton, Audra McDonald und Andrea McArdle
- Never Fully Dressed Without A Smile, vorgetragen von Erin Adams, Sarah Hyland, Nanea Miyata, Marissa Rago und Danelle Wilson
- Easy Street (Vortrag erfolgte zweimal), vorgetragen von Kathy Bates, Alan Cumming und Kristin Chenoweth
- Something Was Missing, vorgetragen von Victor Garber
- I Don’t Need Anything But You, vorgetragen von Victor Garber und Alicia Morton
- Maybe (Wiederholung), diesmal vorgetragen von Audra McDonald
- Tomorrow (erneute Wiederholung), diesmal vorgetragen von Alicia Morton und Audra McDonald
- I Don’t Need Anything But You (Wiederholung), diesmal vorgetragen von Victor Garber, Alicia Morton und Audra McDonald
- End Credits, vorgetragen von einem Orchester

### Veröffentlichung
In den Vereinigten Staaten wurde der Film am 7. November 1999 erstmals veröffentlicht. Im Vereinigten Königreich war dies im Oktober 2000 der Fall, in Ungarn hatte der Film im Januar 2001 Videopremiere, in Frankreich wurde er im Dezember 2001 veröffentlicht und in Japan wurde er im August 2003 in einer synchronisierten Version vorgestellt.
In Deutschland war der Film erstmals am 26. August 2001 zu sehen.

## Rezeption

### Kritik
Bei Carstairs Considers… wurde die Newcomerin Alicia Morton gelobt, die perfekt sei als Annie, frech, aber auch glücklich, ohne übertrieben kitschig zu wirken. Auch Kathy Bates sei perfekt als Miss Hannigan. Abgerundet werde die Schauspielerriege durch Alan Cumming, Audra McDonald und Kristin Chenoweth. Sie alle seien großartig. Nachteilig sei der Schnitt des Films, da das zweieinhalbstündige Bühnenstück in 90 Minuten Spielzeit untergebracht werden müsse, wodurch der Hintergrund der Geschichte und die Entwicklung der Charaktere etwas kurz kämen.
Der Kritiker Derek Winnert stellte fest, dieses überraschende Remake des Films von 1982 durch Rob Marshall sei sehr unterhaltsam. Der Film sei eine originalgetreuere Adaption des Musicals als andere Verfilmungen. Entzückend sei Annie in der ihr eigenen Art, aber auch Victor Garbers kahlköpfiger Tycoon Daddy Warbucks sei gelungen. Allerdings stehle Kathy Bates allen die Show als grausame Waisenhaus-Leiterin Miss Hannigan und auch Alan Cumming mache seine Sache als böser Bruder Rooster gut. Gelungen seien auch die Musikeinlagen und die klassischen Melodien herzzerreißend. Winnert verwies noch darauf, dass Andrea McArdle, das erste kleine Mädchen, das die Annie am Broadway gespielt habe, hier in einer Cameo-Rolle dabei sei.
Die TV Spielfilm-Redaktion zeigte mit dem Daumen nach oben, gab für Anspruch und Spannung je einen und für Humor zwei von drei möglichen Punkten und zog das Fazit: „Herzerfrischend humo-riges Musicalremake“.
Für den Filmdienst stellte sich die „neuerliche Verfilmung des erfolgreichen Broadway-Musicals, das bereits 1982 von Disney für die Leinwand adaptiert“ worden war, „als recht ansprechende Fernsehversion“ dar.

### Auszeichnungen (Auswahl)
Primetime Emmy Awards 2000
- Ausgezeichnet mit dem Primetime Emmy Rob Marshall (Choreografie) und Paul Bogaev (Musik)
  - Der Film erhielt zudem zehn Nominierungen für den Preis in anderen Kategorien

American Choreography Awards, USA 2000
- Ausgezeichnet mit dem American Choreography Award Rob Marshall in der Kategorie „Herausragende Fernseharbeit“

American Comedy Awards, USA 2000
- Ausgezeichnet mit dem American Comedy Award Kathy Bates in der Kategorie „Amüsanteste Schauspielerin in einer Fernsehproduktion“

Costume Designers Guild Awards 2000
- Ausgezeichnet mit dem CDG Award Shay Cunliffe in der Kategorie „Hervorragende Arbeit im Fantasiebereich im Fernsehen“

Online Film & Television Association 2000
- Ausgezeichnet mit dem OFTA Television Award Kathy Bates in der Kategorie „Beste Nebendarstellerin“
  - Der Film erhielt zudem Nominierungen für den Preis in zwei weiteren Kategorien

Peabody Awards 2000
- Auszeichnung des Films mit dem Peabody Award

TV Guide Awards 2000
- Ausgezeichnet mit dem TV Guide Award in der Kategorie „Favoritisierter Fernsehfilm“
  - Der Film erhielt zudem diverse Nominierungen für weitere Preise in verschiedenen Kategorien

### Weitere Verfilmungen
- Erste Verfilmung von David O. Selznick von 1932 mit Mitzi Green in der Titelrolle.
- Zweite Verfilmung durch Paramount Pictures von 1938 mit Ann Gillis als Annie.
- Annie, Kinofilm von 1982 mit Aileen Quinn, Carol Burnett und Albert Finney in den Hauptrollen.
- Annie: A Royal Adventure! als Fortsetzung des Films von 1982, DVD-Produktion. Ashley Johnson war als Annie zu sehen.
- Annie, Kinofilm von 2014 mit Quvenzhané Wallis, Jamie Foxx, Rose Byrne, Bobby Cannavale und Cameron Diaz.